# Savannah Guthrie
Savannah Guthrie   (Melbourne, 27 de desembre de 1971), de nom complet Savannah Clark Guthrie, és una periodista de televisió i advocada estatunidenca. És la presentadora principal del programa de notícies de la matinada Today del canal de televisió NBC, càrrec que ocupa d'ençà del mes de juliol de 2012.
La seva popularitat cresqué de manera notable als Estats Units, i internacionalment, quan entrevistà tenaçment el president Donald Trump el 15 d'octubre amb motiu de les propvinents eleccions presidencials dels Estats Units de 2020.
Guthrie aparegué a la llista de les "100 persones més influents del 2018" elaborada per la revista Time.